# Онесімо Санчес
Онесімо Санчес (ісп. Onésimo Sánchez, нар. 14 серпня 1968, Вальядолід) — іспанський футболіст, що грав на позиції півзахисника. По завершенні ігрової кар'єри — тренер.
З самого початку своєї кар'єри він мав репутацію виняткового дриблера. Однак його також часто критикували засоби масової інформації за марнотратство.

## Ігрова кар'єра
У дорослому футболі дебютував 1986 року виступами за команду клубу «Реал Вальядолід», в якій провів два сезони, взявши участь у 39 матчах чемпіонату Ла Ліги.
У 1988 році перейшов в «Кадіс», за який у наступному сезоні зіграв 16 ігор у Прімері. Там його помітили скаути «Барселони», куди Санчес і перейшов по завершенні сезону. Проте тренер каталонців Йоган Кройф нечасто використовував Онесімо у матчах першої команди, випустивши його за сезон лише у двох іграх Ла Ліги. Тим не менш Санчес зумів дебютувати у єврокубках, вийшовши на заміну в матчі другого раунду Кубка Кубків проти «Андерлехта», а також зіграв в обох матчах Суперкубка Європи 1989 року, який, втім, іспанці програли. В підсумку більшу частину сезону гравець провів у «Барселоні Б», після чого повернувся в «Реал Вальядолід», провівши ще 97 матчів і забивши 9 м'ячів за 3 роки.
1993 року уклав контракт з клубом «Райо Вальєкано», у складі якого провів наступні три роки своєї кар'єри гравця. За цей час встиг з командою вилетіти до Сегунди і повернутись назад. Граючи у складі «Райо Вальєкано» також здебільшого виходив на поле в основному складі команди. Через три роки перейшов в «Севілью» і відіграв 26 матчів чемпіонату, але не врятував команду від вильоту з Ла Ліги.
Після цього повернувся в «Райо Вальєкано», де провів один сезон у Сегунді, а завершував кар'єру в клубах третього іспанського дивізіону «Бургос» та «Паленсія», за які виступав до 2002 року.
Загалом він провів 221 гру у Ла Лізі і забив 21 гол протягом дев'яти сезонів.

## Кар'єра тренера
Розпочав тренерську кар'єру, повернувшись до футболу після невеликої перерви, 2006 року, очоливши тренерський штаб клубу «Реал Вальядолід Б» з Сегунди Б. Під час сезону 2007/08 Санчес покинув команду і очолив «Уеску», тренер якого Маноло Вільянова залишив клуб, щоб керувати «Сарагосою».
Навіть незважаючи на те, що Санчес допоміг команді вийти в Сегунду, контракт з Онесімо не був поновлений і він повернувся до роботи з дублем «Вальядоліду» у 2009 році після звільнення Пако де ла Фуенте. 31 січня 2010 року, після звільнення Хосе Луїса Менділібара, Санчес був призначений головним тренером першої команди. Проте вже 5 квітня 2010 року, після десяти матчів Ла Ліги, в яких клуб зазнав шість поразок і здобув лише одну перемогу, Онесімо був звільнений, а клуб в підсумку зайняв друге місце з кінця і покинув вищий іспанський дивізіон..
2010 року знову став головним тренером «Уески», зайнявши з нею 14 місце у Сегунді 2010/11. Після цього покинув клуб і певний час працював футбольним експертом на радіо та телебаченні.
4 лютого 2013 року «Реал Мурсія» вирішив скористатися послугами Санчеса, аби він замінив Густаво Сів'єро у решті сезону 2012/13 років. Онесімо не зміг змінити загальну негативну тенденцію клубу, який закінчив сезон на 19 місці і мав вилетіти до Сегунди B, однак адміністративне зниження «Гвадалахари» дало можливість «Мурсії» зберегти прописку у другому дивізіоні. Тим не менш Санчес покинув клуб.
6 липня 2015 року «Толедо» підписав з Онесімо контракт на два сезони. У перших двох сезонах він кваліфікував команду у плей-оф за право виступів у Сегунді, але в обох випадках клуб не проходив цей міні-турнір і залишався у третьому дивізіоні. Проте у третьому сезоні справи клубу пішли не так добре і він боровся за виживання, через що 23 січня 2018 року Санчес покинув клуб.